# Chiesa di San Bartolomeo (Sestri Levante)
La chiesa di San Bartolomeo è un luogo di culto cattolico situato nella frazione di San Bartolomeo della Ginestra, in piazza Chiesa di San Bartolomeo, nel comune di Sestri Levante nella città metropolitana di Genova. La chiesa è sede della parrocchia omonima del vicariato di Sestri Levante della diocesi di Chiavari. Dal 1750 è stato elevato al titolo di santuario diocesano di Nostra Signora del Soccorso.

## Storia

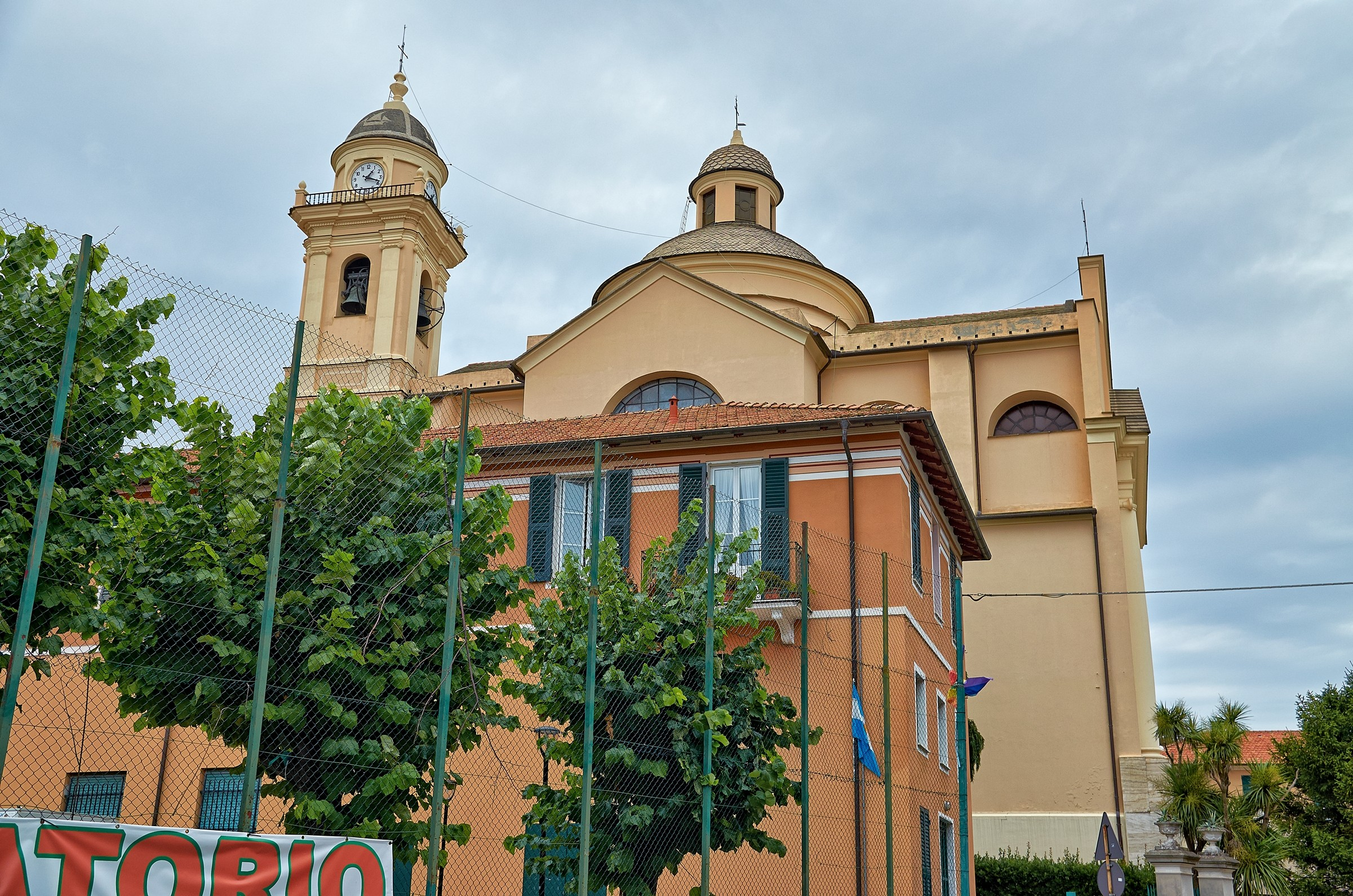
Prospetto laterale della chiesa

Secondo alcune fonti storiche, si ritiene che un già preesistente luogo di culto possa essere stato edificato in un periodo che va dall'XI e XII secolo, nelle vicinanze della località "Zenestra" (da qui l'attuale toponimo "Ginestra"), compreso nella giurisdizione parrocchiale della chiesa di Santo Stefano del Ponte. Una memoria storica cita comunque la presenza della parrocchia di San Bartolomeo già nel 1232. La chiesa viene ulteriormente citata in un documento del 1238 - con la denominazione de Ecclesia Sancti Bartholomei De Zenestra - con la descrizione dell'edificio di modeste condizioni.
All'inizio del XVII secolo la primitiva chiesa venne saccheggiata e danneggiata dagli assalti dei pirati saraceni, questi ultimi artefici di numerosi danneggiamenti e assalti nel Cinquecento e Seicento in vari borghi costieri del Tigullio. Forse per porre rimedio ai danneggiamenti dei saraceni, o forse più all'aumento della popolazione, l'antica chiesa di San Bartolomeo venne sottoposta ad un radicale ingrandimento nel periodo tra il 1634 e il 1642 e un successivo abbellimento decorativo nel 1656.
Nel 1837, dopo lo scioglimento del voto fatto per la liberazione dal colera, si propose la ricostruzione dell'edificio anche per il nuovo aumento della popolazione; nella cerimonia della posa della prima pietra l'evento fu officiato da Antonio Maria Gianelli. L'ufficiale apertura al culto religioso venne fissata al 1853, anche se la costruzione della chiesa non era ancora terminata. Nei lavori di ingrandimento venne escluso il rifacimento del vecchio campanile che fu solo rimaneggiato. Con la costruzione dei sei altari laterali, nel corso del 1873, l'opera poté considerarsi conclusa.
Oltre al santo titolare della chiesa viene solennemente venerata la figura della Madonna del Soccorso, venerata dal 1715 e festeggiata la seconda domenica di ottobre.

## Descrizione
L'edificio ottocentesco, come da progetto dell'architetto Giovanni Battista Prato, presenta esternamente una facciata spartita da quattro semicolonne in stile ionico su alti basamenti, sormontate da un triangolare timpano. Sulla sommità della struttura, a pianta greca, è posizionata la grande cupola ellittica.
L'interno presenta decorazioni pittoriche dei maestri Giorgio Matteo Aicardi, Bracco, Giulio Corio, Luigi Morgari, Stura e Antonio Orazio Quinzio eseguiti tra il 1916 e 1961. L'altare maggiore marmoreo è stato realizzato nel 1750. Inoltre si trova un dipinto raffigurante il Martirio di san Bartolomeo (1602) di Bernardo Castello.